# Hoël III van Bretagne
Hoël III van Bretagne was een zoon van Conan III van Bretagne en Mathilde van Engeland.
Op zijn sterfbed onterfde Conan III Hoël, onder de uitspraak dat hij een bastaard zou zijn en wees zijn kleinzoon Conan IV aan als erfgenaam, onder regentschap van Odo van Porhoët, de tweede echtgenoot van zijn dochter Bertha. Hoël werd alleen erkend in Nantes. Conan IV spande wel samen met Hoël tégen Odo van Porhoët, maar in 1156 werd Hoël III uit Nantes verdreven.